# 2020년~2021년 아르메니아 시위
2020년~2021년 아르메니아 시위 (존엄의 행진이라고도 함, 아르메니아어: Արժանապատվության երթ, Arzhanapatvut'yan yert)는 2020년 11월 10일 나고르노카라바흐 휴전 협정에 따라 시작된 일련의 시위였다. 니콜 파시냔 총리가 아제르바이잔에서 아르메니아가 점령한 영토를 양도하고 나고르노카라바흐 지역에서 6주간 지속된 적대 행위를 종식시키는 협정에 서명했다고 발표한 후 수천 명이 거리로 나섰고 수백 명이 수도 예레반에 위치한 의회 건물을 습격했다. 시위는 11월 내내 계속되었으며 예레반과 다른 도시에서는 니콜 파시얀의 총리 사임을 요구하는 시위가 열렸다.
시위는 두 개의 서로 다른 정치 연립이 주도하였다. 이 두 개의 서로 다른 정치 연립은 친서방, 친유럽 성향을 표방하는 여러 정치인들로 구성된 동맹인 국민민주당과 친러시아 성향을 표방하는 여러 야당으로 구성된 연립인 조국구제운동이었다. 당시 국회 최대 야당이었던 전 집권 공화당, 번영하는 아르메니아, 아르메니아 혁명 연맹이 조국구제운동에 합류하였다. 2020년 12월 3일 조국구세운동은 바즈겐 마누키안 전 아르메니아 총리를 1년 임기 과도정부를 이끌 후보로 발표했다. 한편, 사스나 츠레르 범아르메니아당과 이전 아르메니아 유럽당이 이끄는 국민민주당도 1년 임기 과도정부를 이끌자고 제안했다.
두 개의 정치 연립 외에도 수많은 공인들이 파시냔 총리의 사임을 촉구했으며, 이 가운데에는 현 아르메니아 대통령, 아르멘 사르키샨, 전 대통령 레본 테르페트로샨, 아르메니아 사도 교회 가톨리코스 카레킨 2세와 아람 1세 등이 있었다. 그리고 의회에서 세 번째로 큰 정당의 지도자 에드몬 마루캰 (총선 출마를 발표한 사람)과 여러 지역 지사, 시장들 역시 파시냔 총리의 사임을 촉구하였다. 12월 초에는 9월에 내려진 계엄령으로 선포된 대규모 집회와 파업 금지가 해제됐다. 12월 22일에는 총파업이 일어나 시위에 활력을 불어넣었다.
2021년 2월 25일, 아르메니아군 참모총장 오니크 가스파랸과 40명 이상의 다른 고위 군 장교들은 파시냔의 사임을 촉구하는 성명을 발표했으며, 파시냔은 이를 군사 쿠데타라고 비난했다. 2021년 3월 18일, 파시냔은 2021년 6월 20일에 있을 조기 총선을 발표했다. 파시냔은 2021년 4월, 총리직에서 물러날 것이라고 밝혔지만, 조기 총선이 열릴 때까지 임시 총리직을 계속해서 수행했다.
2020년 9월 27일에 시작된 나고르노카라바흐 전쟁 동안 아제르바이잔군은 3일 간의 전투 끝에 전략적으로 중요한 도시인 슈샤를 포함한 많은 정착지를 장악했다. 전쟁은 11월 9일 아제르바이잔의 승리로 끝났고 러시아와 양측 사이에 휴전이 조인되었다. 협정에 따르면 아르메니아군과 아제르바이잔군은 아르메니아가 나고르노카라바흐 (라츤 회랑을 제외한 캘배재르구, 아그담구, 라츤구를 둘러싼 영토를 아제르바이잔으로 반환할 때까지 그들의 위치를 유지했다. 아제르바이잔은 전쟁 기간에 얻은 모든 영토를 확보하고, 나머지 영토에는 약 2,000명에 이르는 러시아 평화 유지군이 배치되었다. 이 합의는 아제르바이잔에서는 널리 극찬을 받았지만, 아르메니아에서는 참담한 패배로 여겨졌고 어떤 아르메니아인들은 재빨리 거리로 나섰다. 시위대는 파시냔 총리를 '배신자'라고 부르며 총리직 사임, 평화협정 파기, 전쟁 재개를 요구했다.

### 11월 10일
11월 10일, 시위가 터졌을 때 시위대가 연단으로 올라가 연설을 하려고 하다가 일부 사람들이 병을 던지고 고함을 지르면서 싸움이 벌어졌다. 시위대는 철제문을 부수고 아르메니아 의회 건물을 점거했으며, 파시냔의 행방을 공개하라면서 아르메니아 의회 의장 아라라트 미르조얀을 차에서 끌어내렸다. 미르조얀은 시위대에게 구타를 당해 병원으로 옮겨져 수술을 받았으며 상태는 양호한 것으로 전해졌다.
총리의 딸 마리암 파시냔은 자신의 페이스북 페이지에서 시위대가 자신의 여동생들의 방에 들어갔다고 말했다. AFP 통신은 현장에 있던 경찰 당국이 혼란을 예방하려는 노력을 기울이지 않았고, 사람들이 정부 청사 복도를 어슬렁거렸으며, 문이 열리고 사무실의 내용물이 이리저리 뒹굴었다고 전했다.

### 11월 11일
새벽 4시 정도에 대략 40명 정도로 이루어진 집단이 자유유럽방송/자유라디오 (RFE/RL)의 아르메니아어 지국 아자투튠 예레반 사무실에 침입을 시도했다. 아자투튠 총괄 프로듀서인 아르타크 함바르주먄 (Artak Hambardzumyan)은 이 집단이 먼저 아자투튠 사무실에서 직원들을 터키인들과 배신자들이라고 부르며 소리를 질렀으며, 기자들에게 나라를 떠날 것을 요구했다고 말했다. 방송국 사무실에 공격을 가한 자들은 또한 사무실 문을 발로 차고 주먹으로 치며 사무실에 침입해 아자투튠 서버를 탈취하려고 했지만 실패했다. 시위대는 또한 열린 사회 재단의 예레반 사무실을 약탈했다.같은 날, 대규모 폭동을 조직하고 권력 장아과 헌법 질서 전복을 꾀한 혐의로 6명이 구금되었다.
아르메니아 검찰청은 시민들에게 집회 조직, 개최 또는 참여를 자제할 것을 촉구했다. 예레반 자유 광장에서는 "니콜은 반역자다!"를 외치는 시위대와 아르메니아 보안군 사이에 충돌이 발생해 법 집행관 3명이 다쳤다. 시위대는 그 다음 아르메니아 정부 건물로 이동했다. 아르메니아 야권은 체포를 향한 응답으로 국가구제위원회 수립을 발표했다. 시위는 밤 늦게 끝났다.

### 11월 12일
정오에 모인 소규모 집단 시위대는 메테나다란 메스로프 마쉬토츠 연구소와 예레반 오페라 극장에서 정치범의 석방을 요구하고,파시냔의 총리직 사임을 촉구하였다. 이어 야당 사스나 츠레르가 예레반의 자유광장에서 집회를 열었다. 아르메니아 경찰은 추가 병력을 해당 지역으로 끌어들여 집회를 해산하고 시위 참가자들을 체포했다.

### 11월 13일
예레반에서는 이 날 하루 종일 파시냔의 사임을 요구하는 17개 야당이 조직한 집회가 열렸다. 시위대는 또한 사망한 아르메니아인들을 촛불로 애도했다.

### 11월 18일

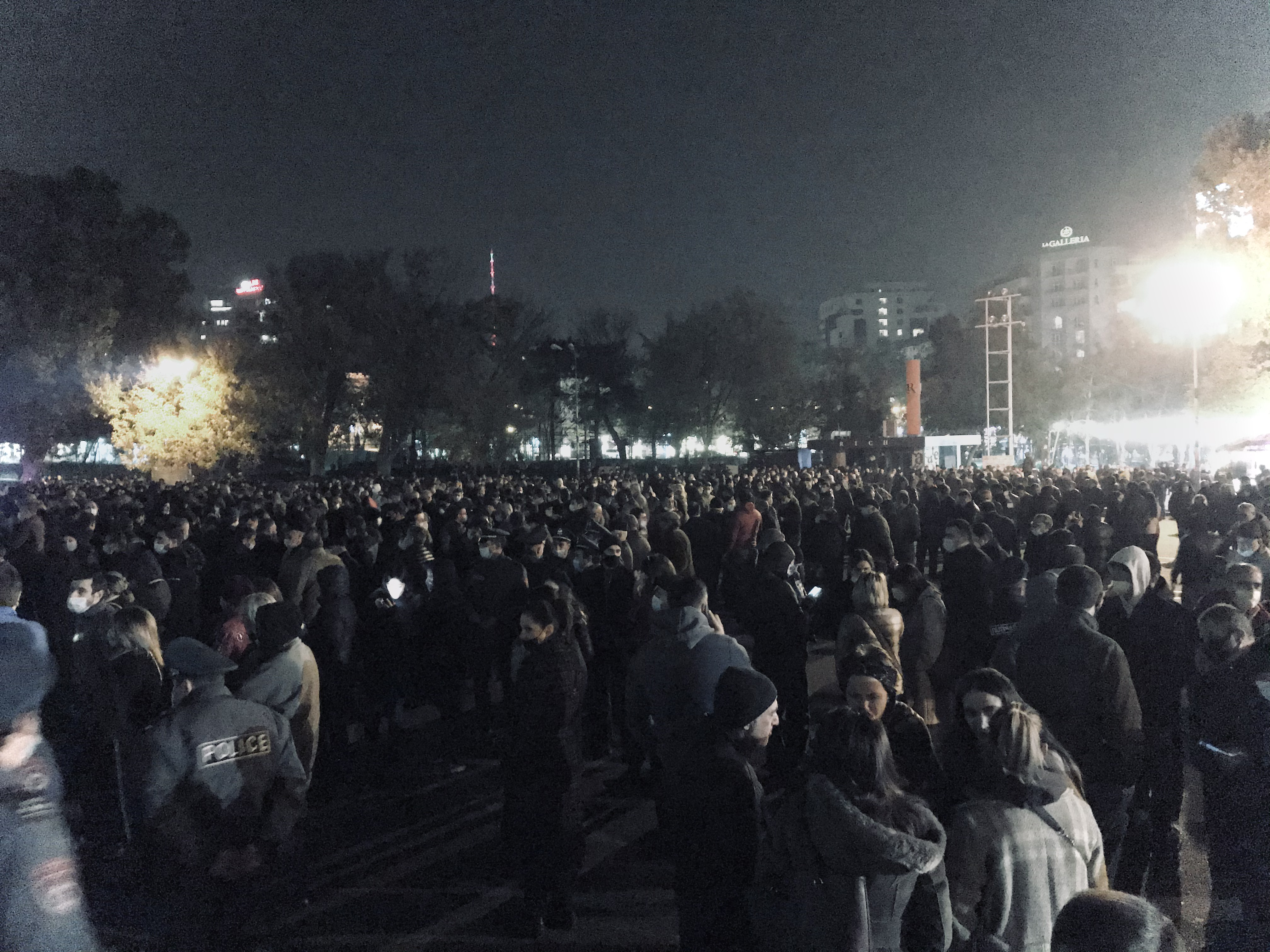
예레반 자유광장에서 열린 대규모 시위

아르메니아 의회 건물 근처에서 파시냔의 사임을 요구하는 시위가 더 벌어졌고, 야권은 국회 회기를 보이콧했다.

### 11월 19일
예레반에서는 반 파시냔 시위대가 거리를 봉쇄하면서 더 많은 시위가 발생했다. 경찰은 교통 체계를 복구하려고 시위대를 보도로 밀어냈다.

### 11월 20일
예레반에서 반파시냔 시위대가 바그라미안가와 티그란 메츠가를 봉쇄하면서 더 많은 시위가 벌어졌다. 경찰과 군사 경찰이 개입하여 수십명의 활동가를 구금하였다. 예레반의 다른 거리에서는 더 많은 시위가 보고되었으며, 경찰의 잔혹한 진압도 보고되었다. 귬리에서는 파시냔의 사임을 요구하는 시위대가 거리를 봉쇄했다.

### 11월 26일
예레반에서는 총리의 사임을 요구하는 시위가 벌어졌다.

### 12월 3일
예레반에서는 2020년 나고르노카라바흐 휴전 협정과 정부에 반대하는 시위가 벌어졌다. 시위대의 요구 사항은 새로운 의회 선거, 새로운 정부, 아제르바이잔에서 나고르노카라바흐를 넘겨 받는 것이었다. 니콜 파시냔 총리의 사임을 요구하는 시위를 벌인 아르메니아의 17개 야당은 아르메니아 초대 총리 바즈겐 마누캰이 제안된 거국정부를 이끌 후보라고 발표하였다. 경찰은 시위대와 충돌한 후 시위대를 구금하였다. 수백명이 시위에 참석하였다.

### 12월 5일
정부 퇴진을 요구하는 대규모 시위가 전국에서 일어나 파시냔 총리를 규탄했다. 반체제 시위에는 수천명이 참석하여 아르메니아 전역의 많은 거리에서 박수를 쳤다. 시위대는 총리 관저로 향했고, 야권의 바즈겐 마누캰 총리 후보는 연설에서 파시냔 총리에게 12월 8일까지 사임하라는 최후 통첩을 보냈다. 마누캰은 파시냔이 스스로 물러나지 않으면 "분노한 사람들이 그를 찢을 것"이라고 경고했다.

### 12월 8일
아르메니아에서는 파시냔 총리가 야권의 사임 최후 통첩을 무시하자 시위가 재개되었다. 예레반에서는 수백명이 시위에 참가했고 야권 지지자들은 다른 도시에서 반정부 시위와 집회를 열었다. 야당은 시민 불복종 행위를 조직하고 예레반의 거리를 봉쇄하였다.

### 12월 9일
12월 9일, 예레반에서 약 15,000명의 사람들이 파시냔 총리가 의회에서 연설하는 동안 아르메니아 의회 건물 앞에서 시위를 벌였다. 파시냔은 국민이 요구할 때만 총리직에서 물러날 것이며 야당 및 기타 단체의 요구가 국민의 요구와 혼동되어선 안된다고 말했다.

### 12월 11일
12월 10일, 파시냔 정부가 회의를 진행하는 동안 수백명의 야당 지지자들이 예레반 정부 청사 앞에서 시위를 벌였다. 경찰은 예레반에서 거리 봉쇄를 해제하는 과정에서 시위대를 무력 진압해 시위 가담자 101명을 구금하였다.

### 12월 12일 - 12월 21일
소규모 시위가 계속해서 발생했다.

### 12월 22일 - 12월 25일
12월 22일, 지하철 노동자들, 예레반 국립대학교 구성원들, 17개 야당의 지지가 포함된 파시냔의 사임을 요구하는 파업이 일어났다. 야당이 공화국 광장에 텐트를 치면서 시위 규모가 커졌다. 시위 참가자 체포가 이루어지는 동안 시위는 평화롭게 진행되었다. 수천명의 시위대가 예레반 거리에서 행진하며 야권 지지 의사를 밝혔다. 파시냔은 12월 23일과 다음날 사임 요구를 거부했다.
12월 23일, 니콜 파시냔을 향한 군중 폭력을 선동한 혐의로 국가안보당의 가르니크 이사굴랸 의장이 체포되었다.

### 2021년 1월
1월 14일, 조국구제운동은 아르메니아의 여러 지역에서 집회를 벌일 것이라고 발표했다.
1월 15일, 바즈겐 마누캰과 다른 야당 인사들은 귬리에서 사람들을 만났고, 그 다음날에는 바나조르로 갔다. 많은 시라크주 주민들이 고속도로를 막고 마누캰이 귬리로 진입하는 것을 막으려 했으나 실패했다. 마누캰은 나중에 그들이 비판을 촉발한 집권 나의 발걸음 연정에게서 급여를 받은 "부랑자들"이라고 언급했다.
1월 26일, 마누캰은 아라라트주 아라라트에서 집회를 개최하면서 헌법으로 니콜 파시냔을 권좌에서 축출할 수 없다면 "반란"을 일으켜야 할 것이라고 말했다. 언론인들은 마누캰이 "물론 물리적 폭력 없이 건물을 점거하고 정부를 바꾸는 것"을 의미한다고 말했다. 다음날 아르메니아 검찰청은 마누얀이 이 발언을 하는 영상을 조사해 국가안보실에 보냈다고 밝혔다.
아르메니아 조국구제운동의 지지자 로베르트 코차랸 전 아르메니아 대통령은 1월 27일 인터뷰에서 아직 날짜가 정해지지 않은 차기 총선에 참여하겠다는 의사를 밝혔다.야권 후보 바즈겐 마누캰은 파시냔이 집권을 유지하는 동안 조기 총선이 열리는 안에 거부했으며, 파시냔이 선거를 조작할 것이라고 주장했다. 2월 초, 아르메니아 혁명 연맹 대표 이시한 사가텔랸은 연정 구성원들이 조기 총선에 참여할지 여부에 의견이 엇갈렸다고 밝혔다. 번영하는 아르메니아당, 조국당, 코차랸 전 대통령은 참여에 찬성하는 반면, 세르지 사르키샨이 이끄는 공화당은 파시냔 정부가 실시하는 총선에 보이콧하는 것에 찬성했다.
1월 28일, 조국구제운동과 관련이 없는 아르차흐 공화국 전 의회의원 바한 바다샨 (Vahan Badasyan)은 예라블루르 국군 묘지에서 집회를 열고 파시냔 총리를 적으로 규정하고 제거해야 한다고 주장했다. 언론인들이 그 주장이 어떤 의미인지 명확히 해달라고 요청했을 때 바다샨은 "무기로, 물리적으로" [제거해야 한다]"고 말했다. 바다샨은 이 일로 체포되어 "권력 장악을 목적으로 한 대중 압박, 영토보전을 위반하거나 헌법 질서를 폭력으로 전복하는 행위" 혐의로 기소되었다.

### 2021년 2월
2월 23일, 수천명이 예레반 시내에서 니콜 파시냔 총리의 사임을 요구하는 시위를 벌여 수십명이 체포되었다.
2월 25일, 아르메니아군 참모총장은 파시냔의 사임을 요구하는 성명을 발표했다. 조국구제운동 지도부는 장성들의 성명을 환영하고 자유광장에서 군을 지지하는 집회를 열었다.
2월 26일, 아르메니아 유럽당 의장이자 전 국민민주당 의원 티그란 크즈말랸은 예레반에서 열린 시위에서 아르메니아는 민주주의를 유지해야 하며 아르메니아 내정을 향한 러시아의 간섭을 조심해야 한다고 말했다.

### 2021년 3월
3월 5일, 국민민주당의 핵심 인물 아라 파퍈이 예레반에서 열린 집회에서 미국과의 양자 관계 강화를 촉구하고 아르메니아가 북대서양 조약 기구와 협력을 강화해야 한다고 선언했다.
3월 15일, 국민민주당 동맹은 예레반에 있는 프랑스 대사관에서 행진했다. 참가자들은 아르메니아와 프랑스간 전략 파트너십과 폭 넓은 군사 협력 발전을 촉구하였다.
3월 18일, 니콜 파시냔 총리는 2021년 6월 20일에 있을 조기 총선을 발표했다.

### 2021년 4월

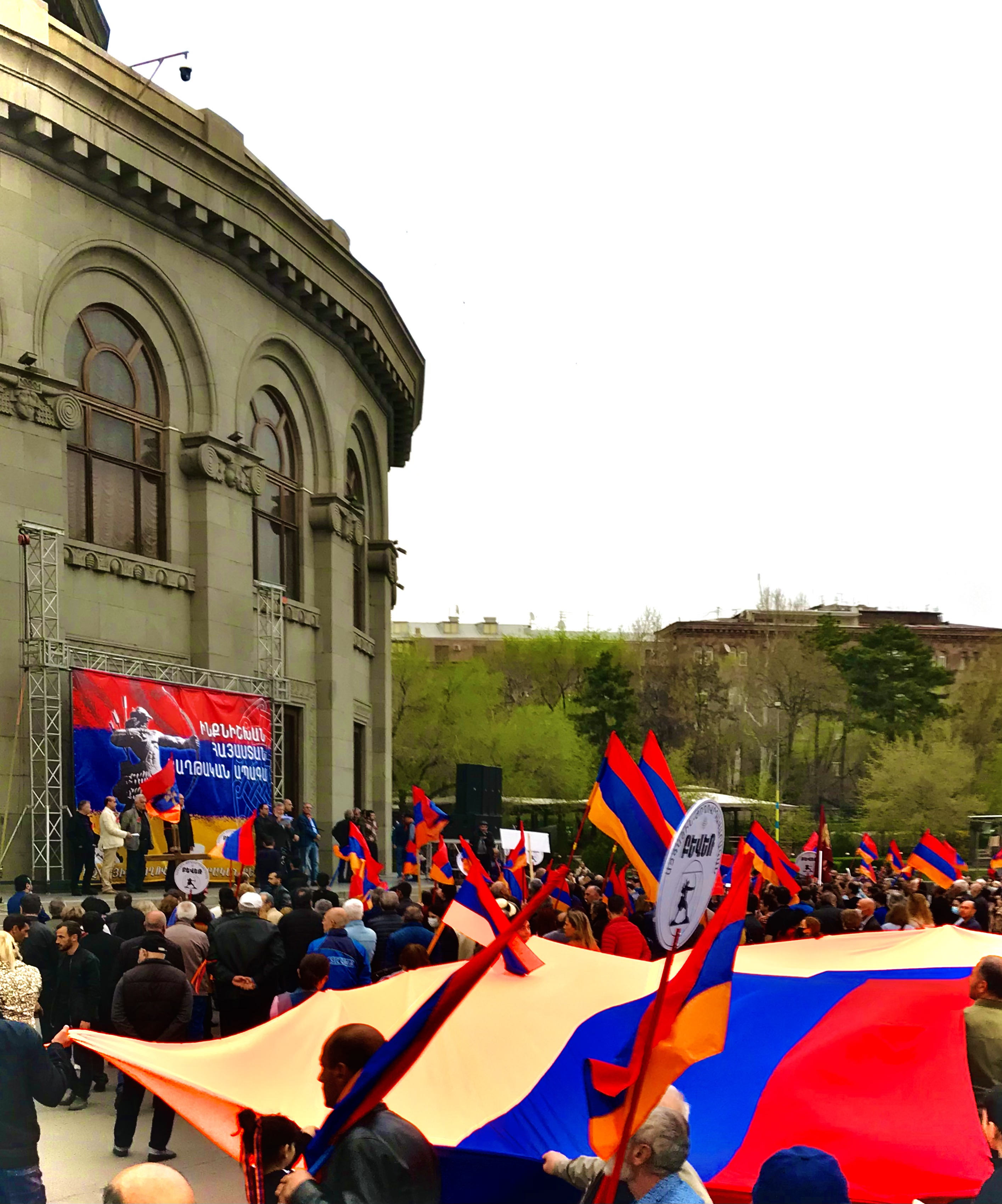
2021년 4월 9일 국민민주당 시위

4월 1일 한라페투튠당 (공화국당), 주권 아르메니아, 공정 아르메니아, 공화국을 위해, 연합노동당을 포함한 5개 정당 집단은 아르메니아 정부가 아르메니아 내 정치 불안에 따라 열리는 차기 선거에서 자유롭고 공정한 선거를 보장할 것을 촉구하는 공동 선언문에 서명했다.
4월 9일, 국민민주당은 예레반에서 대규모 집회를 개최했고, 지도자들은 아르메니아를 향한 "러시아-터키"의 식민화를 끝내고 완전한 주권 아르메니아를 지지할 것을 촉구했다.
4월 15일, 헤리티지, 사회정의당, 민주조국당, 아르메니아 건설당, 하이크당, 보수당 등 8개 정당은 아르메니아 대통령에게 민주주의와 아르메니아 헌법의 수호를 촉구하는 공동 선언문에 서명했다.

### 2021년 5월

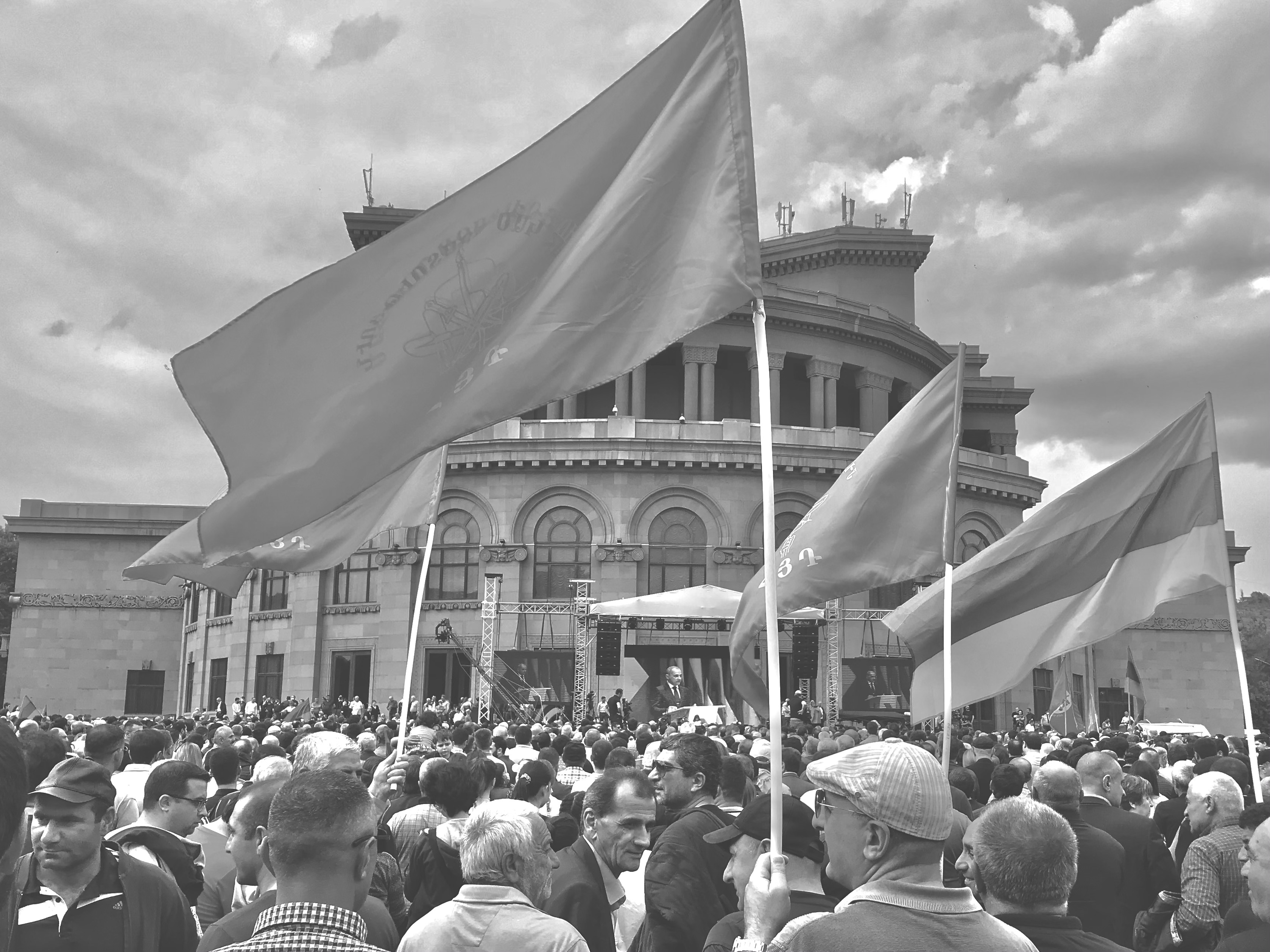
수천 명의 아르메니아인이 2021년 5월 9일, 예레반에서 집회를 열어 로베르트 코차랸 전 대통령이 만든 새로운 정치 동맹 아르메니아 동맹을 향한 지지를 표시했다.

5월 9일, 전 아르메니아 대통령 로베르트 코차랸과 코차랸이 새로 만든 정치 동맹인 아르메니아 정치 동맹의 지지자 수천 명이 예레반의 자유 광장에 모였다. 동맹은 아르메니아 혁명 연맹과 부활한 아르메니아당으로 구성되었다.

## 체포
아르메니아 경찰은 2020년 11월 11일자로 362명 이상의 사람들을 시위에 참여했다는 이유로 구금했다.
11월 11일, 아르메니아 법 집행관들은 번영하는 아르메니아당의 대표 가기크 차루캰을 구금했으며 (차루캰은 다음날 석방됨) 아르메니아 국가안보국은 전 아르메니아 대통령 세르즈 사르키샨을 심문할 목적으로 소환하였다 이어 국가안보국은 에두아르드 샤르마자노프 공화당 대변인 및 아르메니아 국회 부의장을 체포했다. 다음날 샤르마자노프는 풀려났고 후에 "대규모 무질서 조직" 혐의로 기소되었다.11월 12일, 국가보안국은 아르메니아 혁명 연맹의 아르츠비크 미나샨 (Artsvik Minasyan), 조국당의 아르센 바바얀 (Arsen Babayan), 국민의제당 의장인 아라 하코뱐 (Ara Hakobyan)을 모두 소환하였다. 바바얀은 후에 "대규모 무질서 조직"으로 기소되었다. 같은 날, 집회 주최자 가운데 한 명이었던 야당 정치인이자 전 국가안보국 수장 아르투르 바네챤은 정부를 전복하고 총리 니콜 파시냔을 살해하려는 음모를 꾸민 혐의로 체포되었다. 전 공화당 수장 바흐람 바그다사랸 (Vahram Baghdasaryan), 아르메니아 혁명 연맹 정치인 아쇼트 바아갼 (Ashot Avagyan), 시시안 의용 파견대 사령관 아쇼트 미나샨 (Ashot Minasyan)이 바네챤과 동시에 기소되었다. 며칠 뒤 아르메니아 법원은 이 4명의 구금이 불법이라고 판결한 후 석방하였다. 11월 13일, 아르메니아 혁명 연맹 최고평의회 의장 이시한 사가텔랸 (Ishkhan Saghatelyan)이 국가보안국에 소환되었다. 11월 14일에는 또 다른 아르메니아 혁명 연맹 소속 정치인 아르츠비크 미나샨이 구금되었고, 번영하는 아르메니아당의 여러 구성원들이 국가보안국에 소환되었다. 11월 20일, 전직 국회의원 아라 사그텔랸 (Ara Saghatelyan), 전 아라차흐 대통령 고문 티그란 아브라하먄, 전 국회의원 미흐란 하코뱐 (Mihran Hakobyan), 활동가 나레크 말랸 (Narek Malyan), 아데크바드 이니셔티브의 거의 모든 구성원들이 구금되었다. 말랸과 하코뱐은 다음날 풀려났다. 미흐란 하코뱐은 11월 26일, "대규모 무질서 조직화" 혐의로 기소되었다.

## 분석
총파업에 앞서 예레반에 소재한 지역연구센터의 리차르드 기라고샨 소장은 시위 규모가 다소 작고 야당의 인기가 저조해 급격한 정권 교체는 이루어지지 않을 거라고 예상했다. 그러나 기라고샨은 파시냔이 앞으로 몇 주 안에 평온과 자신감을 회복해야 하며 이는 쉽지 않을 것이라고 강조했다.
유라시아넷 편집자 조슈아 쿠세라는 많은 아르메니아인들이 배신감을 느끼면서 파시냔 정부가 위협받고 있다고 말했다. "그에게는 많은 정적이 있으며, 그들은 파시냔을 축출할 순간을 포착하길 원한다."